# Nívio Gabrich
Nívio Gabrich (Santa Luzia, 7 september 1927 - Belo Horizonte,   16 juli 1981) was Braziliaanse voetballer, beter bekend onder zijn spelersnaam Nívio. 

## Biografie
Nívio begon zijn carrière bij Atlético Mineiro in 1944 en won met de club vier keer het Campeonato Mineiro. Van 1951 tot 1957 speelde hij voor Bangu uit Rio de Janeiro en won met deze club het Torneio Início in 1955. In zijn eerste seizoen met de club werd de vicetitel bereikt. Hij beëindigde zijn carrière bij Cruzeiro, waarmee hij in 1959 nog het Campeonato Mineiro won. 
In 1952 werd hij opgeroepen voor de nationale ploeg op de Pan-Amerikaanse spelen, maar werd niet ingezet en werd later niet meer opgeroepen. 